# هنري براش
هنري براش هو محامي وقاضي وسياسي أمريكي، ولد في 1 يونيو 1778 في مقاطعة دوتشيز في الولايات المتحدة، وتوفي في 19 يناير 1855 في لندن في الولايات المتحدة. نشط حزبياً في الحزب الجمهوري الديمقراطي. وقد انتخب Supreme Court of Ohio ‏ وانتخب عضو مجلس نواب أوهايو ‏ وانتخب عضو مجلس النواب الأمريكي ‏.